# Giải vô địch bóng đá nữ U-16 châu Á 2007
Giải vô địch bóng đá nữ U-16 châu Á 2007 diễn ra tại Malaysia từ 8 tới 17 tháng 3 năm 2007. Ba đội đứng đầu là Cộng hòa Dân chủ Nhân dân Triều Tiên, Hàn Quốc và Nhật Bản giành quyền dự vòng chung kết Giải vô địch bóng đá nữ U-17 thế giới 2008.

## Vòng bảng

### Bảng A
| Đội        | Tr | T | H | B | BT | BB | HS | Đ |
| ---------- | -- | - | - | - | -- | -- | -- | - |
| Trung Quốc | 2  | 1 | 1 | 0 | 3  | 1  | +2 | 4 |
| Hàn Quốc   | 2  | 1 | 0 | 1 | 4  | 4  | 0  | 3 |
| Úc         | 2  | 0 | 1 | 1 | 1  | 3  | −2 | 1 |

| Trung Quốc                                   | 3 – 1   | Hàn Quốc      |
| -------------------------------------------- | ------- | ------------- |
| Li Wei 10' · Lâu Giai Huệ 18' · Dương Lệ 37' | Báo cáo | Ji So-Yun 42' |

| Hàn Quốc                                                  | 3 – 1   | Úc        |
| --------------------------------------------------------- | ------- | --------- |
| Park Hee-Young 51' · Kim Jung-In 53' · Lee Hyun-Young 58' | Báo cáo | Simon 61' |

| Úc | 0 – 0   | Trung Quốc |
| -- | ------- | ---------- |
|    | Báo cáo |            |

### Bảng B
| Đội               | Tr | T | H | B | BT | BB | HS | Đ |
| ----------------- | -- | - | - | - | -- | -- | -- | - |
| CHDCND Triều Tiên | 2  | 2 | 0 | 0 | 8  | 1  | +7 | 6 |
| Nhật Bản          | 2  | 1 | 0 | 1 | 2  | 2  | 0  | 3 |
| Thái Lan          | 2  | 0 | 0 | 2 | 2  | 9  | −7 | 0 |

| Nhật Bản | 0 – 1   | CHDCND Triều Tiên |
| -------- | ------- | ----------------- |
|          | Báo cáo | Yun Hyon-Hi 11'   |

| CHDCND Triều Tiên                                                              | 7 – 1   | Thái Lan       |
| ------------------------------------------------------------------------------ | ------- | -------------- |
| Ho Un-Byol 5', 26' · Yun Hyon-Hi 8', 11', 41' · Kim Un-ju 48' · Ro Chol-Ok 60' | Báo cáo | Thongsombut 3' |

| Thái Lan        | 1 – 2   | Nhật Bản        |
| --------------- | ------- | --------------- |
| Dounjantuek 44' | Báo cáo | Takano 16', 57' |

## Vòng đấu loại trực tiếp

### Bán kết
| Trung Quốc  | 1 – 3   | Nhật Bản                             |
| ----------- | ------- | ------------------------------------ |
| Wu Xuan 30' | Báo cáo | Fujita 37' · Iwabuchi 41' · Kira 67' |

| CHDCND Triều Tiên                                    | 4 – 1   | Hàn Quốc               |
| ---------------------------------------------------- | ------- | ---------------------- |
| Yun Hyon-Hi 38', 81' · Ho Un-Byol 63' · Ri Un-Ae 70' | Báo cáo | Ryu Un-Jong 28' (l.n.) |

### Tranh hạng ba
| Trung Quốc        | 1 – 1 (s.h.p.) | Hàn Quốc        |
| ----------------- | -------------- | --------------- |
| Mã Quân 25'       | Báo cáo        | Choi Eun-Ji 70' |
| Loạt sút luân lưu |                |                 |
|                   | 2 – 4          |                 |

### Chung kết
| Nhật Bản | 0 – 3   | CHDCND Triều Tiên                       |
| -------- | ------- | --------------------------------------- |
|          | Báo cáo | Yun Hyon-Hi 8' · Jon Myong-Hwa 56', 70' |

## Vua phá lưới
- Yun Hyon-hi (7 bàn)